# Robert Burns’ House

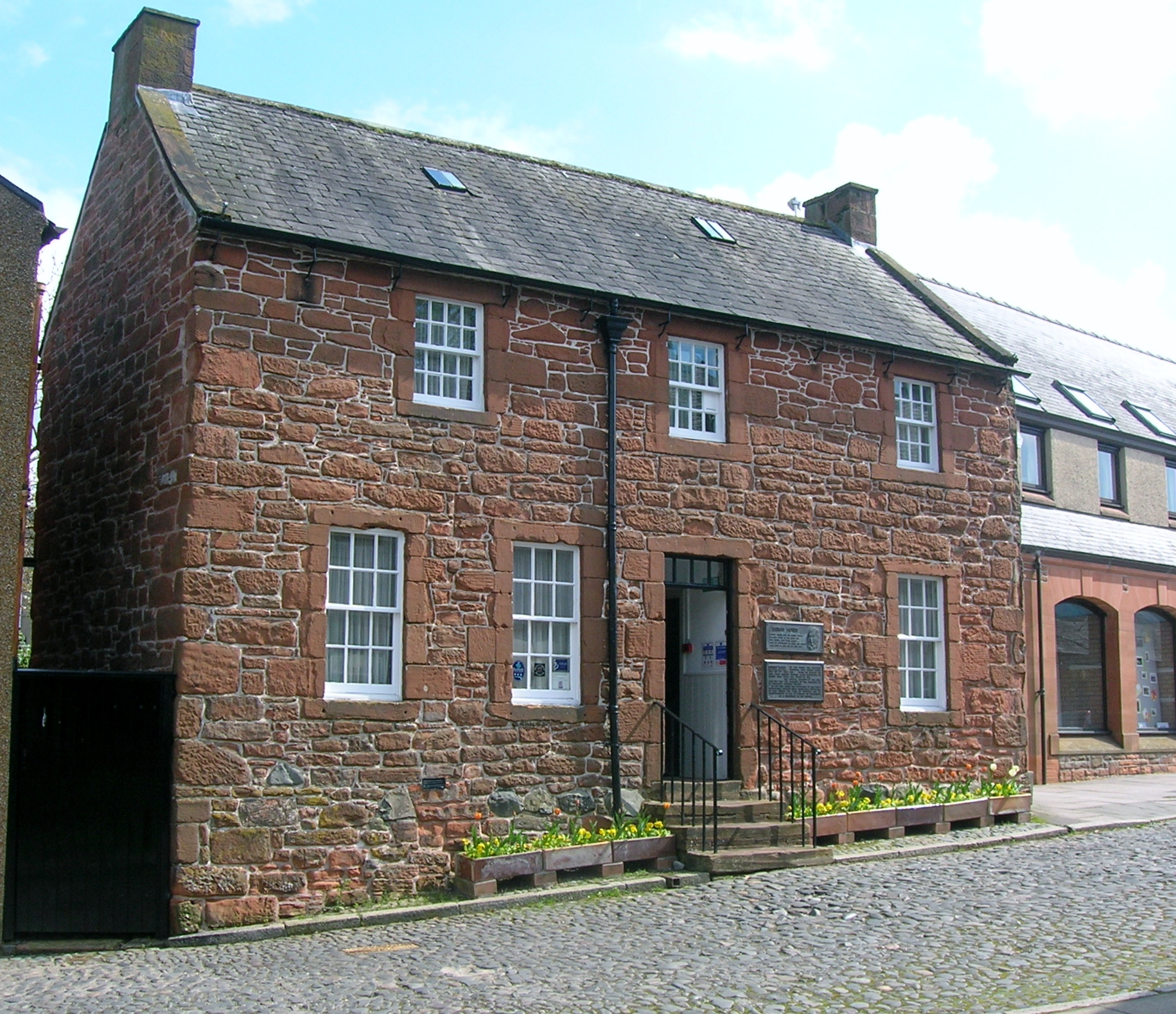
Robert Burns House

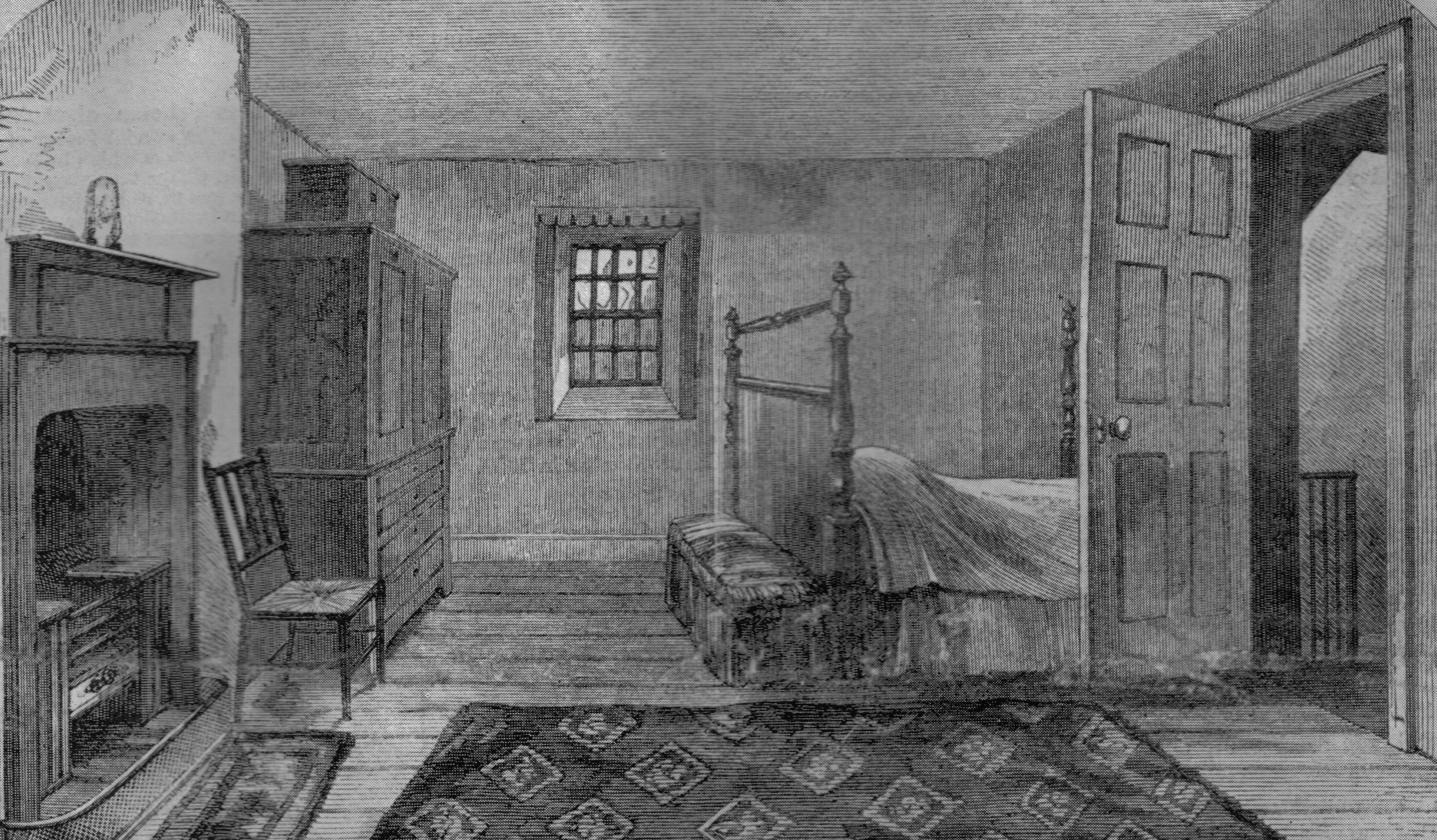
Sterbezimmer Burns, gezeichnet 1859

Das Robert Burns House ist ein Wohngebäude in der schottischen Stadt Dumfries in der Council Area Dumfries and Galloway. In diesem Haus verbrachte der Dichter Robert Burns seine letzten drei Lebensjahre und verstarb 1796 auch dort. 1961 wurde das Bauwerk in die schottischen Denkmallisten in der höchsten Denkmalkategorie A aufgenommen.

## Beschreibung
Das zweistöckige Gebäude liegt an der Burns Street, einer kleinen Nebenstraße im Zentrum von Dumfries. Es wurde wahrscheinlich im dritten Viertel des 18. Jahrhunderts erbaut. Unregelmäßigkeiten im Mauerwerk könnten auf spätere Erweiterungen hindeuten. Eine Restaurierung wurde 1935 vorgenommen. Heute beherbergt das Gebäude ein Museum über das Leben Robert Burns’, in dem Mobiliar, persönliche Gegenstände und Manuskripte des Dichters ausgestellt sind.
Das Mauerwerk des schlichten Gebäudes besteht aus Bruchstein vom roten Sandstein. Die Fassaden waren ehemals verputzt, was jedoch im Zuge der Restaurierung geändert wurde. Nur die Südfassade ist heute noch Harl-verputzt. Die südwestexponierte Frontseite ist annähernd symmetrisch aufgebaut und drei Achsen weit. Durch farblich abgesetzte Steine wird ein Sockelgesimse angedeutet. Die mittige Eingangstür ist ebenso wie die Fenster mit grob zu Quadern behauenem Stein ausgemauert. Sie ist über eine kurze Vortreppe zugänglich. Das Gebäude schließt mit einem schiefergedeckten Satteldach. Der Innenraum ist schlicht gestaltet mit einem einfachen offenen Kamin.